# 巴尔宁
巴尔宁（德語：Barnin）是德国梅克伦堡-前波美拉尼亚州的市镇，隶属于路德维希斯卢斯特-帕尔希姆县，总面积为17.02平方千米，截至2020年总人口为485人。